# Strzeszyński Strumień
Strzeszyński Strumień – strumień na terenie Poznania, zasilający wody Bogdanki. W całości na terytorium Poznania – na Strzeszynie i Strzeszynku.

## Przebieg
Źródła cieku znajdują się w rejonie ogrodów działkowych przy ul. Koszalińskiej, w pobliżu skrzyżowania z ul. Jarocińską i Krajenecką. Górny bieg pozostaje najczęściej wyschnięty. Przebieg w całości przez tereny leśne i łąki. Ostatnie kilkaset metrów stanowi zabagniona dolinka, najczęściej zalana wodami strumienia.
Przed 1945 ciek był odkryty na całej długości - wypływał w rejonie ulicy Jastrowskiej, przepływał wzdłuż ulic Biskupińskiej i Koszalińskiej, skręcał na zachód i wpadał do Bogdanki przez Staw Strzeszyński II, około 170 metrów poniżej jeziora Strzeszyńskiego. Po wojnie bieg strumienia był regulowany i zmieniany, a także w znaczącej mierze został on przykryty. W dolnym biegu ciek spiętrzono - przepływa on przez pięć stawów i wpada do Bogdanki około kilometra poniżej pierwotnego ujścia. Stary odcinek ujściowy także może prowadzić wody, ale dzieje się to rzadko - wyłącznie przy ich wysokim stanie.

## Dojazd
Dojazd do górnego odcinka możliwy autobusami 46, 60, 95 – przystanek Strzeszyn lub Krajenecka n.ż. (tylko 95). Dolny bieg przecina zielony szlak pieszy i Transwielkopolska Trasa Rowerowa.